# Espíritu Santo en Ferratella (título cardenalicio)
El Espíritu Santo en Ferratella (en latín: Titulus Spiritus Sancti ad Ferratellam; en italiano: Santo Spirito alla Ferratella) es un título de cardenalicio creado por el papa Juan Pablo II en el consistorio del 28 de junio de 1988.
El título insiste en la iglesia del Espíritu Santo, en la zona de Fonte Ostiense, la parroquia erigida el 1 de diciembre de 1981.

## Titulares
- Vincentas Sladkevičius, M.I.C. (28 de junio de 1988 - 28 de mayo de 2000)
- Ivan Dias (21 de febrero de 2001 - 19 de junio de 2017)
- Ignatius Suharyo Hardjoatmodjo (5 de octubre de 2019 - al presente)